# Xiamen International Centre
Lo Xiamen International Center o Xiamen Cross Strait Financial Centre è un grattacielo situato a Xiamen, in Cina. La costruzione dell'edificio è iniziata nel 1996 e dopo varie pause è stata completata nel 2019.
Con 68 piani e un'altezza di 343 metri, lo Xiamen International Center è l'edificio più alto della città di Xiamen e dell'area metropolitana di Haixi.